# Franz König
Franz König (Sankt Pölten, 3 d'agost de 1905 – Viena, 13 de març de 2004) va ser un prelat austríac, que serví com a arquebisbe de Viena (1956-1985) i cardenal. En morir era el segon cardenal més longeu i el que havia estat més temps en servei (havia estat creat per Joan XXIII). Va ser cofundador de l'Acadèmia Europea de les Ciències i les Arts).

## Biografia
Nascut a Rabenstein (Baixa Àustria), sent el major de 9 germans. Estudià a un col·legi catòlic de Melk i posteriorment a Roma (filosofia i teologia a la Universitat Pontifícia Gregoriana i qüestions religioses i lingüístiques de l'antiga Pèrsia a l'Institut Bíblic). Va ser ordenat prevere el 27 d'octubre de 1933, i el 1938 va ser nomenat capellà de la catedral de Sant Pölten. Mentrestant, es llicencià en ciències socials per la universitat de Lille.
El 1945 exercí com a professor de religió a Krems i, el 1946, va obtenir el títol de Privatdozent per a Ciència de les Religions (especialitat en Estudis Bíblics) a la facultat catòlica de la universitat de Viena. També va ser nomenat professor extraordinari de Teologia moral a Salzburg (1948) i el 1952 va ser nomenat bisbe coadjutor de bisbat de Sant Pölten i titular de Livias. Va ser consagrat bisbe el 31 d'agost de 1952 pel bisbe Michael Memelauer, amb Leo Pietsch i Franz Sales Zauner com a co-consagradors. El 1956 va ser nomenat arquebisbe metropolità de Viena com a successor de Theodor Innitzer. Va ser creat cardenal pel Papa Joan XXIII el 15 de desembre de 1958, rebent el títol de Sant Eusebi, i va ser membre de la comissió de teologia en el primer període del Concili Vaticà II.
El 1965 va ser designat director del Secretariat per als no creients, del que en va ser creador, i el 1966 va ser nomenat membre de la American Academy of Arts and Science. Durant la dècada de 1970 treballà conjuntament amb el canceller Bruno Kreisky amb la intenció de conciliar el socialisme amb l'Església catòlica, tot i que s'oposà fermament a la introducció de l'avortament legalitzat pel govern Kreisky, participant fins i tot en una manifestació convocada per l'oposició. Dins de l'Església, es dedicà a l'ecumenisme. També va tenir un rol important al conclave que escollí a Joan Pau II.
El 16 de setembre de 1985 es retirà com a arquebisbe de Viena. El seu successor va ser Hans Hermann Groer, amb l'elecció del qual König no va tenir res a veure, i que va ser destituït per Joan Pau II per conducta sexual inapropiada.
Fins a la seva mort, el cardenal König va estar actiu a l'arxidiòcesi de Viena. El 2003, durant les seves vacances, König va patir una caiguda i es fracturà el maluc, però va tenir una veloç recuperació. Va traspassar mentre dormia el 13 de març de 2004. Va ser enterrat a la catedral de Viena

## Obra
- Das Alte Testament und die orientalischen Religionen (1947)
- Christus und die Religionen der Erde (1951, 3 vols.)
- Religionswissenschaftliches Wörterbuch (1956)
- Zarathustras Jenseitsvomtellungen und das Alte Testament (1964)
- Worte zur Zeit (1968)
- Die Studie der Welt (1971)
- Der aufbruch zum Geist (1972)
- Das Zeichen Gottes (1973)

## Honors
Gran Condecoració d'Honor en Or amb Banda de l'orde al Mèrit de la República Austríaca (1995)
 Gran Creu de l'orde al mèrit de la República de Polònia (1998)
 Gran Creu de Cavaller de l'orde del Sant Sepulcre de Jerusalem
 Membre de 1a classe de l'orde de la Doble Creu Blanca (20 de novembre de 2000)
 Gran Creu de l'orde al Mèrit de la República Hongaresa (1999)